# 判官贔屓

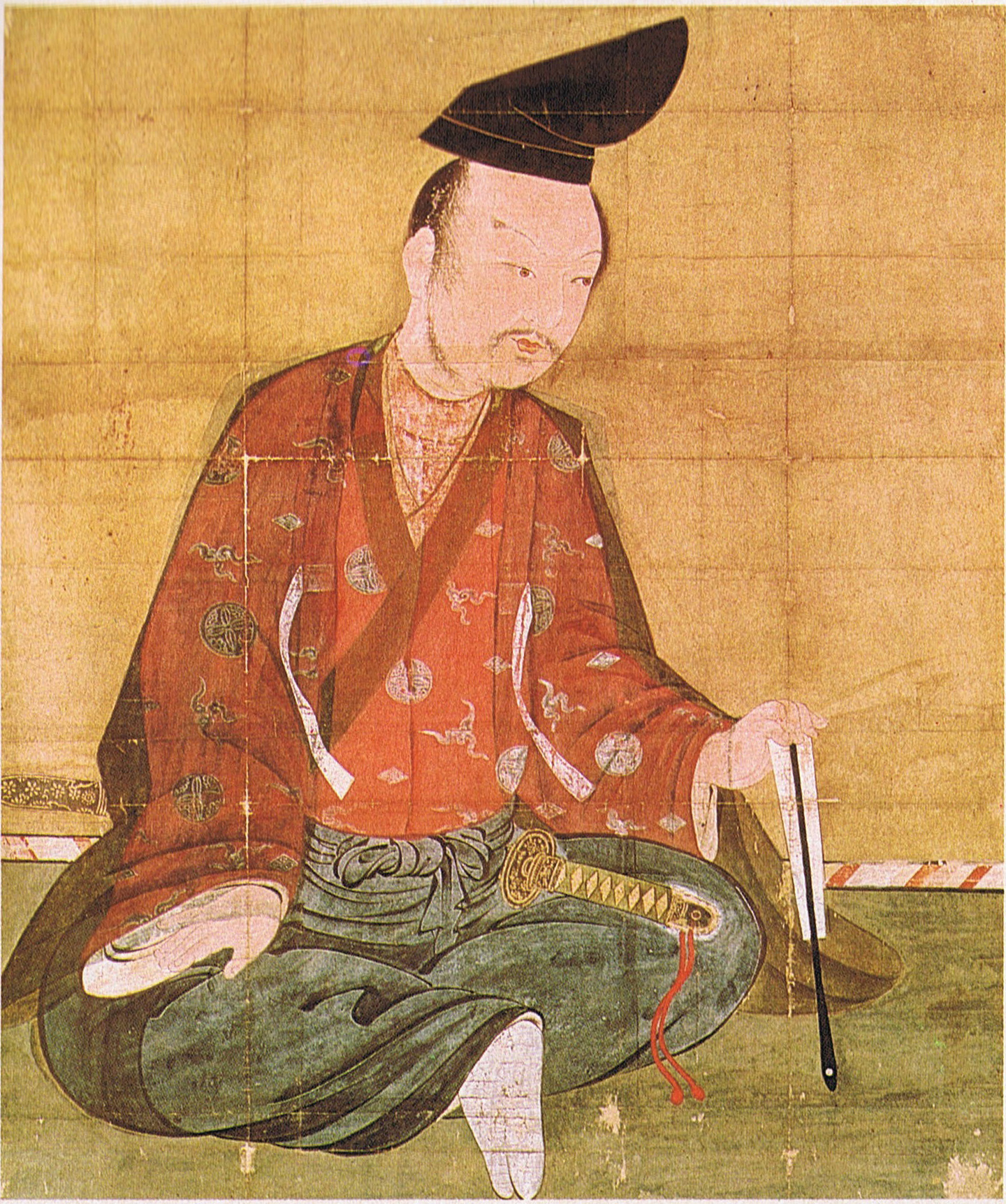
中尊寺所藏的義經像

判官贔屓（日语：／ Hōganbīki）是日語中的一句漢文熟語。贔屓，即贔屭，原本是指中國的馱碑神獸，在日語的意思為「偏愛」。此詞意指人們主觀地同情或憐憫判官（源義經）的感情，引申為「不論是非對錯，便同情弱者」的心理現象。
源義經是鎌倉幕府創建者源賴朝之弟，曾立下赫赫戰功，後來功高震「兄」，被源賴朝追殺，最後被迫殺死妻女後切腹，全家滅亡。此熟語以平安時代末期為背景，歷史學家認為該詞大約在室町時代開始形成，但是最早的文獻記載則是江戶時代，另外也被認為是在鎌倉時代，北條氏為了將自己的權力正當化而創作出來的詞語。熟語反映了日本人傳統上鋤強扶弱的精神，卻因此缺乏冷靜分析，便隨意地將假想蓋過史實，從而形成源賴朝為邪惡、源義經為正義的刻板印象。

## 熟語形成的背景
平安時代末期，源義經雖然在源平合戰後半段攻打平家時屢立戰功，但是由於無法奪回三神器之一的天叢雲劍，加上他未有得到其兄長源賴朝的批准，便讓後白河法皇任命其為左衛門少尉和檢非違使（俗稱判官），擅自命令或懲處賴朝的御家人，最終引起賴朝不滿。其後，賴朝派遣至義經處出任奉行的梶原景時，指控義經在討伐平家後表現傲慢，導致賴朝對義經的不滿與日俱增。當義經得知自己惹怒賴朝後，他撰寫起請文自辯道：「一直以來擅作主張的舉動，就算現在急忙解釋也是於事無補」、「我是初次聽說您對我不滿，就此要我辯解實在是無法原諒」，義經的話語最終反而讓賴朝怒不可遏。
壇之浦之戰結束後，義經和俘虜平宗盛等人從京都抵達鎌倉，可是賴朝拒絕讓義經進入鎌倉，義經在折返京都時揚言：「對關東有恨意之人，就跟從我義經吧。」賴朝聞悉便將以前給予義經的平家舊領全數沒收。其後，賴朝以義經裝病，拒絕攻打源行家為由，宣佈討伐義經。與此同時，義經則取得討伐賴朝的宣旨，試圖對抗賴朝，但是響應的武士寥寥可數，最終義經拜托藤原秀衡逃亡至奧州，可是在秀衡死後賴朝向其子藤原泰衡施壓，泰衡逼於無奈唯有出兵，逼使義經自殺。當時的普羅大眾多認為：「義經這樣出色之人，竟落得如此下場，人生實在是太不合理了吧！」大眾無不為之惋惜。
判官是指源義經擔任的左衛門少尉或檢非違使。判官贔屓一詞則估計是起源於室町時代末期至江戶時代初期或室町時代中期，文獻上最早出現的則是收錄於江戶時代俳人松江重賴編成的寬永15年（1638年）俳句集《毛吹草》：

世界和花等 判官贔屓 春天之風

### 判官贔屓與源賴朝、梶原景時
歷史學者上橫手雅敬認為義經被欺負才是判官贔屓一詞的起源，而必要的前提就是控訴義經專橫跋扈的梶原景時和下令討伐義經的源賴朝這樣的惡人。
上橫手認為就算由鎌倉幕府編寫的史書《吾妻鏡》，也描述賴朝和梶原為嚴厲、無情和惡毒之人，另一方面則對義經寄予同情，而《吾妻鏡》本身就是將北條氏的立場正當化的史書，因此將由北條氏消滅的梶原描繪成惡毒之人也很合理，與此同時判官贔屓一詞的出現，便是讓義經受人追捧，在視其為好人的同時將他拉進北條氏的陣營，換言之判官贔屓如果是「通過北條氏直接或間接地形成的話，相關的歷史認識就不得不重新整理吧。」對此，歷史學者奧富敬之認為《吾妻鏡》的描述是讓北條氏能夠：「代替施政不佳的源氏將軍，從而表達自己只是為了世人才執政」的說辭，然而直接批判備受鎌倉武士尊敬的幕府創立者賴朝又太過武斷，於是便巧妙地視梶原景時為讒人，從而讓讀者自然地將矛頭指向重用景時，並且逼死義經的賴朝。按照奧富的說法，判官贔屓是《吾妻鏡》為了批判賴朝而故意創作出來的詞語。
另一方面，由於景時是賴朝派往義經處出任奉行，他所謂的「讒言」也是理所當然，加上義經不服從賴朝的命令擅作主張的行徑，不但是景時，很多武士也同樣起戒心，而賴朝作為體制內的倫理代表，就算他認定義經的非法舉動亦無爭議，籍此視賴朝心胸狹窄，並且疏遠義經是不合適的。

### 藝術作品中的判官贔屓

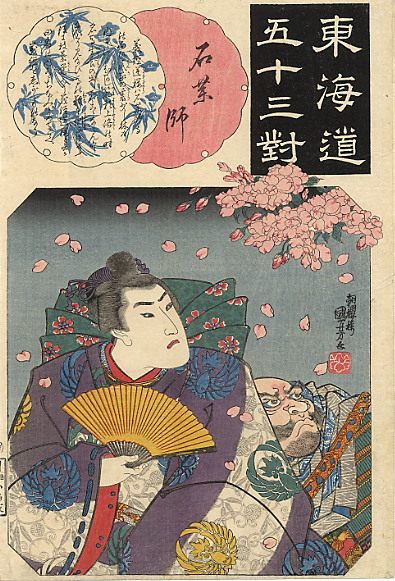
歌川國芳描繪的義經（左）。《義經記》中義經的形象變得備受贔屓 (日語)，「眉清目秀的程度連女性也會看錯」，將其描繪成美麗而弱質纖纖，而「贔屓則是助長這種特質的調味料」

描繪義經的藝術作品可謂達到「氾濫」的程度。最初的《平家物語》和《源平盛衰記》將義經描繪成「有血有肉的英雄」，後來被稱為「最初的義經一代記」的軍記物語《義經記》在室町時代成書。《義經記》以「將人們希望發生的歷史寫成傳記」為理念，「將並非史實的事情通過構建新的歷史，將原本的史實轉化成物語，從而形成傳說」而成的作品，將義經描繪成「至矣盡矣的英雄，讓他成為國民偶像」，從歷史英雄轉化成國民英雄，從而將判官贔屓主題化。被稱為「判官物」（判官もの）的《義經記》則成為御伽草子、謠曲、狂言、舞曲、歌舞伎和淨瑠璃等作品的根源。《義經記》將全新組成的統一理念形象逐個分解，過程中塑造出符合理想英雄和讚頌對像的義經，然後以英雄崇拜的形式將判官贔屓具體化，並且將有關義經的假想和史實混合，讓人們在無法區別兩者的情況下接納，從而將已經添加創作成份和傳說的傳記，轉述為與真實的義經同出一徹，構成假想與史實的矛盾。歷史學者高橋富雄認為判官贔屓指的不是一般對義經的贔屓，而是象徵著讓《義經記》成書的精神態度而成的特殊形態的贔屓。
判官贔屓的背景為「源平之爭中大活躍後卻迎來悲慘的結局」，這樣的義經形象與日本人傳統上喜愛的貴種流離譚相似。對此，高橋富雄認為人們並不滿足於義經只是符合武將物語的形象，同是亦讓其擔任「另一種符合英雄類型的王朝貴公子」。國文和民俗學者池田彌三郎亦認為與其說義經的生涯與貴種流離譚相近，不如說義經的傳記符合貴種流離譚的「同步同調」，並且總結道：「義經物語的內容包含很多讓人不得不同情其的元素，而其廣泛流傳的原因事實上並非來自義經實際的人生，而是在他實際經歷各種事情之前已經預備妥當。因此，判官贔屓一詞的誕生和流傳的原因是判官義經的實際人生開始之前已經預先準備好。

### 判官贔屓和義經倖存説
義經死後，隨即有流言指他仍然在生，指他前往蝦夷地（現北海道），其後再逃至中國大陸，成為後來的成吉思汗。這樣的傳說是源於後世的人們不願義經死去，在抱有判官贔屓感情下創作出來的，其他意見則指出「鎖國後江戶人的幻想。」以及「英雄的末路雖然悲慘，但是寄予同情的結果就是某些人在某時某地創作而成的產物。」否定了這樣的傳說。
義經逃往蝦夷地的說法是源於成書於寬文10年（1670年），由林春齋所著的《續本朝通鑑》，當時正值日本人希望了解蝦夷地的時期。另外。義經逃至中國大陸成為成吉思汗的傳說則源於明治時代，成書於1885年，由內田彌八翻譯的《義經再興記》，當時正值日本希望進出中國大陸的時期。

## 語義延伸
上橫手雅敬認為在判官贔屓一詞出現之前，傳統上日本人亦有同樣的感情。池田彌三郎則定義這種感情為：「反對欺負弱小，換言之不論對錯也認同鋤強扶弱的心理。」，並且說明道：「對於位處弱勢的人，缺乏正當的理解和冷靜批判，相當輕率地便寄予同情。」。池田也認為「判官贔屓」一詞在江戶時代初期已經並不單指對源義經寄予同情，而是演變為「不論是非對錯，便同情弱者」的心理現象。另外，對於本義的判官贔屓，奧富敬之認為是人們逐漸讓贔屓的感情膨脹，變得視基於史實的客觀看法為無物，在缺乏思考的情況下便將義經歸類為正義，賴朝為邪惡。
此外，池田認為以「判官贔屓」來表達不問對錯便同情弱者的心理是因為義經的傳記已經作為常識在大眾之間廣泛流傳，而傳記的內容則引發人們對義經寄予同情。此時，義經的傳記不一定需要基於史實，倒不如說「以民眾所想的方法再修改，而且要將其修改成吻合民眾同情的作品。」更為重要。